# VfL Nord Berlin
Der VfL Nord Berlin war ein deutscher Fußballverein aus Berlin, der von 1896 bis 1973 existierte. Heimstätte des Vereins war der Sportplatz Kühnemannstraße (Werner-Kluge-Sportplatz) in Berlin-Gesundbrunnen, auf welchem derzeit die SV Nord Wedding 1893 ihre Heimspiele austrägt.

## Verein

Logo von Nord Nordstern

Der VfL Nord wurde im Jahr 1896 unter der Bezeichnung Berliner FC Favorit von 1896 gegründet und gehörte zu den Gründungsvereinen des DFB. Ab 1904 trat der Club als Berliner SC Favorit auf und agierte zwischen 1911 und 1918 für drei Spielzeiten in der Oberliga Berlin. Bis Ende des Zweiten Weltkriegs spielte der BSC Favorit keine bedeutende sportliche Rolle im Berliner Fußball mehr. Mit dem Verbot der Arbeitersportvereine schloss sich 1933 die Mannschaft des Pankower SC 08 Adler beim BSC an, welche 1928 die Meisterschaft des ATSB gewonnen hatte.
1945 wurde der BSC Favorit aufgelöst und als SG Nordbahn neu gegründet. Die Sportgruppe Nordbahn nahm bereits 1945 an der Berliner Stadtliga teil, in welcher die Qualifikation zur Oberliga Berlin deutlich verpasst wurde. Der im Jahr 1947 in VfL Nord Berlin erneut umbenannte Verein war bis Mitte der siebziger Jahre eine feste Größe im höherklassigen West-Berliner Lokalfußball und pendelte ausnahmslos zwischen der Oberliga Berlin und der Amateurliga Berlin. Im Jahr 1951 nahm der VfL Nord an der erstmals ausgetragenen Deutschen Amateurmeisterschaft teil. In der ersten Hauptrunde scheiterten die Berliner am späteren Titelgewinner Bremen 1860 deutlich mit 1:4.
In den Spielzeiten 1967/68 und 1969/70 stieg der VfL Nord in die Fußball-Regionalliga Berlin auf. Die Regionalliga erwies sich für den VfL jedoch als eine Nummer zu groß und der Verein stieg jeweils mit dem BFC Südring und dem SC Staaken postwendend wieder ab. Nach dem 1973 erfolgten Abstieg aus der Amateurliga fusionierte der VfL Nord noch im gleichen Jahr mit dem BFC Nordstern zur SV Nord-Nordstern Berlin. Auch Nord-Nordstern Berlin gelang keine Rückkehr in höhere Gefilde mehr und schloss sich 2001 mit Rapide Wedding zum SV Nord Wedding zusammen.

## Statistik
- Teilnahme Stadtliga Berlin: 1945/46, 1949/50, 1951/52
- Teilnahme Regionalliga Berlin: 1968/69, 1970/71
- Teilnahme Deutsche Amateurmeisterschaft: 1951